# Rotzlöffel
Ein Rotzlöffel, abgeleitet von Laffe, ist ein Schimpfwort für eine Person (meistens ein Kind oder Jugendlicher), die frech, dreist, arrogant bzw. unbelehrbar auftritt, aber auch wehleidig, widerspenstig und weinerlich. Vergleichbar etwa mit einem Lümmel und einer Göre. Man kann den Begriff auch als liebevoll verwendetes Kosewort nutzen. Das ergibt sich aus dem Kontext, in dem der Begriff verwendet wird. 
Rotznase (abgeleitet von laufender Nase) ist ein Scheltwort, das ein freches, vorlautes und unverschämtes Kind beschreibt. Rotzlöffel ist demgegenüber eine eher pejorative Bezeichnung.